# بقايا صور (فلم)
بقايا صور هو فيلم سينمائي سوري من إنتاج المؤسسة العامة للسينما - دمشق. من إخراج نبيل المالح عن قصة الروائي السوري حنا مينه. كتب السيناريو سمير ذكرى ومحمد مرعي وكتب الحوار حسن سامي يوسف. مدير التصوير كان عبده حمزة والموسيقى التصويرية من تأليف حسين نازك. وكان مدير الإنتاج نعيم الحصري.

## طاقم التمثيل
- أديب قدورة
- نائلة الأطرش
- منى واصف
- جورج كنعان
- نبيه نعمان
- جميل عواد
- سمر سامي
- قمر مرتضى

## نظر أيضاً
- قائمة أفلام المؤسسة العامة للسينما

## روابط خارجية
- مقالات تستعمل روابط فنية بلا صلة مع ويكي بيانات